# Kourtney Kardashian
Kourtney Mary Kardashian Barker (født 18. april 1979) er en amerikansk forretningskvinde og tv-personlighed. Hun er bedst kendt fra reality-showene, Keeping Up with the Kardashians, Kourtney and Kim take New York og Kourtney and Khloé Take Miami .
Hun er den ældste datter af Kris Jenner og forsvarsadvokat Robert Kardashian og er søster til Kim Kardashian, Khloé Kardashian og Rob Kardashian.
Sammen med sine søskende Kim og Khloé ejede hun tøjkæden D-A-S-H.

## Tidlige liv
Kourtney Mary Kardashian blev født i Mill Valley. Hun er det ældste barn af advokaten Robert Kardashian og Kris Jenner (født Houghton) og søster til Kim, Khloé, og Rob Kardashian. Hun er også halvsøster til Kendall og Kylie Jenner, og har/havde 4 stedsøskende Brody Jenner, Brandon Jenner, Burt Jenner og Casey Jenner. Hun voksede op i Los Angeles, og er af armensk afstamning fra hendes fars side og skotsk og nederlandsk fra hendes mors. Hendes far, som var på O. J. Simpsons legal juridiske hold under hans mordsag, døde den 30. september, 2003. Hendes mor, Kris, blev skilt fra Robert Kardashian i 1990 og giftede sig med den tidligere olympiske deltager Bruce Jenner i 1991. Kris og Bruce annoncerede deres separation i oktober 2013, og blev officielt skilt 22. september 2014.

## Personligt liv
Kourtney har sønnen Mason Dash Disick (født 14. december 2009), datteren Penelope Scotland Disick (født 8. juli 2012) og endnu en søn, Reign Aston Disick (født 14. december 2014, samme fødselsdag som sin storebror) med Scott Disick. Rygterne begyndte at svirre hurtigt, da Scott Disick blev fotograferet i tæt samvær med sin ekskæreste. Herefter er det blevet bekræftet af flere tætte kilder, at Kourtney Kardashian har forladt Disick. Kourtney søger nu at få fuld forældremyndighed over parrets tre små børn. Kardashians familie og tætte venner har også vist deres fulde støtte til hende offentligt.[kilde mangler]
I januar 2021 blev det bekræftet, at Kardashian var i et forhold med musikeren Travis Barker. I oktober 2021 blev Kardashian og Barker forlovet, efter at han friede til hende på et strandhotel i Montecito, Californien. De havde et uofficielt bryllup den 3. april 2022 i Las Vegas efter den 64. årlige Grammy Awards. Parret giftede sig officielt den 15. maj 2022 i Santa Barbara, Californien, med en religiøs bryllupsceremoni i Portofino, Italien den 22. maj 2022. I juni 2023 annoncerede Kardashian ved en Blink 182-koncert, at hun er gravid.

## Filmografi
- 2005: Filthy Rich: Cattle Drive som sig selv
- 2007–nu: Keeping Up with the Kardashians som sig selv
- 2009–2010: Kourtney and Khloé Take Miami som sig selv
- 2010-2011: Kourtney and Kim Take New York som sig selv
- 2011: One Life to Live som Kassandra Kavanaugh
- 2011-2012: Khloé & Lamar, som sig selv
- 2013: Kourtney and Kim Take Miami, som sig selv
- 2014–nu: Kourtney and Khloé Take The Hamptons, som sig selv
- 2021: He's all that, som Jessica Miles Torres